# Менло (Канзас)
Менло (енгл. Menlo) град је у америчкој савезној држави Канзас.

## Демографија
По попису из 2010. године број становника је 61, што је 4 (7,0%) становника више него 2000. године.
| Група             | 2000.      | 2010.      |
| Белци             | 56 (98,2%) | 59 (96,7%) |
| Афроамериканци    | 0 (0,0%)   | 0 (0,0%)   |
| Азијати           | 0 (0,0%)   | 0 (0,0%)   |
| Хиспаноамериканци | 0 (0,0%)   | 1 (1,6%)   |
| Укупно            | 57         | 61         |